# AK-102

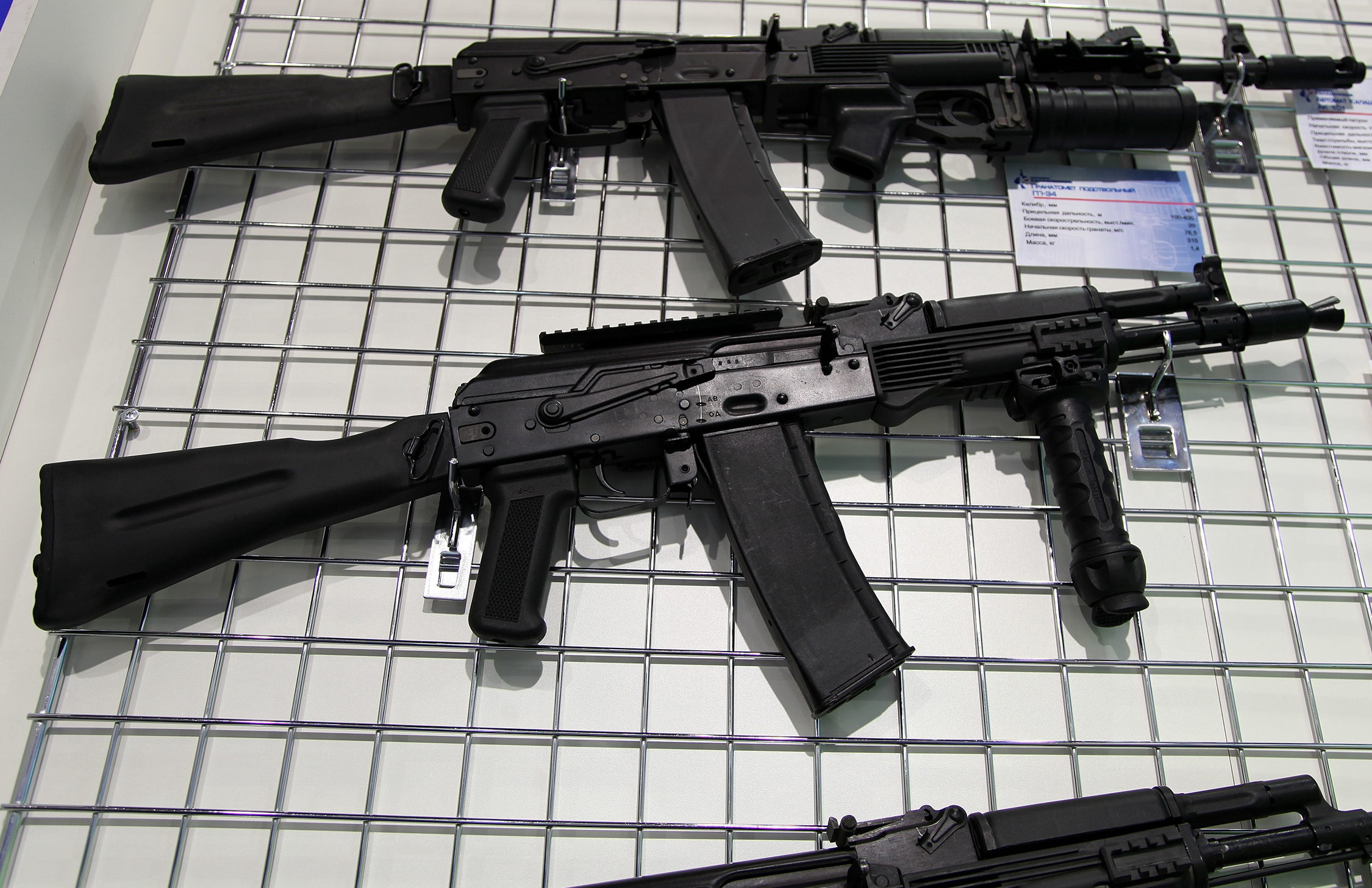
AK-102 con accesorios

El AK-102 es una versión acortada del fusil AK-101, de la familia familia AK-100. El AK-102 es una versión de exportación con capacidad para disparar cartuchos 5,56 x 45 OTAN, con 30 cartuchos por cargador.
En comparación con los AK-101 y AK-103, que son fusiles de tamaño completo de diseño similar, los AK-102, 104 y 105 disponen de cañones más cortos que los hacen un término medio entre un fusil completo y el más compacto AKS-74U. Considerando que los fusiles AK-10X tienen cañones más largos, pistones de gas de longitud completa y culatas macizas de polímero plegables lateralmente, el AKS-74U es más corto, y tiene una culata de tubos de acero.
El cajón de mecanismos está hecho de acero estampado. El cargador es más ligero y más duradero que los modelos más antiguos, siendo hecho de fibra de vidrio reforzada. La culata, que se puede desplegar y plegar, está hecha de plástico, por lo que es más ligera, más duradera, y está hueca, permitiendo almacenar dentro de ella un juego de herramientas.[cita requerida]
Los fusiles AK de la serie 100 son producidos por la fábrica Izhmash en Izhevsk, Rusia. También es compatible con el lanzagranadas GP-30, su respectivo silenciador, mira ACOG (u otros), y rienda.